# BCIX
Berlin Commercial Internet Exchange (BCIX) ist ein nichtkommerzieller Internet-Knoten in Berlin.

## Übersicht
Der BCIX e. V. ist ein eingetragener Verein und arbeitet nicht gewinnorientiert. Ziel des BCIX ist die Förderung und Verbesserung des regionalen Internet-Datenaustauschs im Wirtschaftsraum Berlin-Brandenburg sowohl für regional als auch international agierende Service Provider, Content Anbieter und Carrier. BCIX wurde im März 2002 als Standortinitiative kleinerer Berliner Internetunternehmen gegründet und betreibt seit 2002 den Berliner Internetknoten. Im Dezember 2003 hat die DENIC ihren elften Nameserver direkt am Berliner Internetknotenpunkt BCIX angeschlossen. 2012 wurde für den technischen Betrieb die BCIX Management GmbH ausgegründet. Im November 2016 hatte der BCIX e. V. 50 Mitglieder, wovon 44 Mitglieder an einem der Peeringstandorte in Berlin mit Bandbreiten zwischen 100Mbit/s und 100Gbit/s angeschlossen sind. Heute (April 2024) betreibt der BCIX in elf Rechenzentren in Berlin eigene Switchinfrastrukturen, die über redundante DarkFibre-Verbindungen und DWDM-Systeme mit 2 × n × 100 Gbit/s untereinander verbunden sind. Der Datenaustausch (Peering) zwischen den Providern erfolgt über IPv4 und IPv6.
Die Mitglieder- und die Anzahl an Peering-Ports hat sich von 11/2016 zu 07/2019 mehr als verdoppelt. Mit Stand 24. April 2024 verfügt der BCIX über 180 Peering-Ports mit einer Gesamtbandbreite von mehr als 6 Tbps.

## Technik
Die verteilte Switch-Infrastruktur ermöglicht Internetdienstanbietern kostenfrei Daten auszutauschen („Peering“). Die Anschaltung der Kunden erfolgt wahlweise über Gigabit-Ethernet-, 10-Gigabit-Ethernet-, 100-Gigabit-Ethernet- oder 400-Gigabit-Ethernet-Ports. Der BCIX setzt an den Core Colocation Standorten Switches von Arista Networks ein. BCIX ist an 11 Standorten vertreten.

## Kapazität
Der BCIX hat im April 2024 einen Spitzendurchsatz von etwa 1,3 Tbit/s.